# Dicronocephalus shimomurai
Dicronocephalus shimomurai är en skalbaggsart som beskrevs av Yoshihiko Kurosawa 1986. Dicronocephalus shimomurai ingår i släktet Dicronocephalus och familjen Cetoniidae. Inga underarter finns listade i Catalogue of Life.